# 崔宏俊
崔宏俊（1982年11月23日—），中国足球运动员，大连人，司职后卫，曾效力于中超球队江苏舜天。
崔宏俊在江苏舜天退役后，曾在南京江宁区经营一家烧烤店。